# Опорний півзахисник

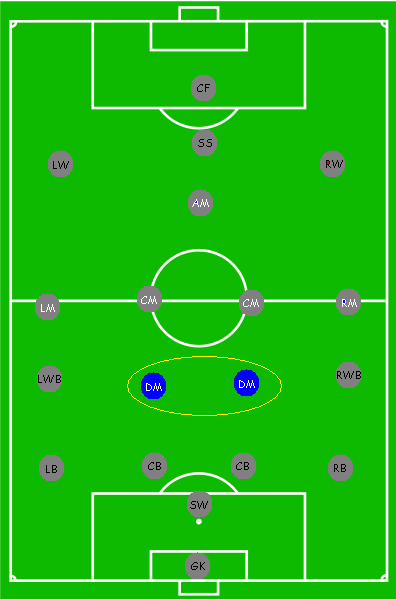
Розташування опорних півзахисників на полі.

Опорний півзахисник (ОПЗ) (англ. Central defensive midfielder (CDM)) — позиція у футболі, гравець якої зазвичай є сполучною ланкою між обороною та атакою. Він займає позицію в середині поля між лініями оборони та півзахисту.

## Історія
Позиція опорника виникла через зміни правил офсайду. 1925 року ФІФА ухвалила, що офсайд тепер визначається не за третім найближчим до воріт гравцем, а за передостаннім. Відповідно, через це правило гравці нападу отримали більше вільного простору, на якому вони могли розігрувати м'яч без порушення правил.
Щоб скоротити кількість небезпечних моментів, наставник лондонського «Арсеналу» Герберт Чепмен з подачі капітана команди Чарлі Б'юкена перебудував схему гри. Він перевів одного з трьох центральних півзахисників у лінію оборони, а два інших стали опорниками та почали займатися підстраховкою та пов'язувати між собою захист та атаку.

## Характеристика
Найбільш розповсюджений вид опорного півзахисника — руйнівник. Насамперед гравці такого плану сильні в єдиноборствах та епізодах, коли потрібно відібрати м'яч один в один, фізично міцні та непоступливі. Такі футболісти вперед майже не ходять, здебільшого залишаючись на своїй половині поля або в центральному колі. Вони не мають хорошого першого пасу і їх гра опорника-руйнівника зводиться до того, щоб відібрати м'яч у суперника та віддати його плеймейкеру. Тим не менш за кількістю відборів вони опиняються у лідерах. Серед найяскравіших прикладів таких гравців є Дженнаро Гаттузо, Клод Макелеле та Хав'єр Маскерано. Серед українських гравців — Тарас Степаненко, Сергій Сидорчук, Андрій Гусін та інші.
Через вузьку спеціалізацію руйнівників, у 21 сторіччі найкращі клубі світу стали відмовлятись від цієї ідеї і почали грати без яскраво вираженого руйнівника. В такому випадку коли обидва центральні півзахисники однаково відпрацьовують ззаду. Як правило, вони чергують підключення вперед, залежно від того, в якій зоні це вигідніше зробити, і де це принесе більше користі. Але один із них в обов'язковому порядку залишається трохи позаду. Гравцями такого типу є Андреа Пірло, Жоржіньо, Тоні Кроос та інші.